# Knut Hagrup
Knut Hagrup, född 13 november 1913 i Bergen, Norge, död 15 maj 2003 i Nyon, Schweiz, var en norsk flygman och företagsledare.

## Biografi
Efter studentexamen inom handel och officers- och flygutbildning i Oslo på 1930-talet studerade han vid den tekniska högskolan i Darmstadt, Tyskland, och blev civilingenjör 1940. Andra världskriget hade börjat och blott några dagar efter Hagrups hemkomst till Norge angreps landet av tyskar. Hagrup deltog i kriget som värnpliktig officer men tillfångatogs av tyskarna. Via Sverige tog han sig sedan till Storbritannien och var 1941-45 teknisk officer och transportflygare i de norska flygstyrkorna.
Efter andra världskrigets slut blev Hagrup överingenjör i luftfartsdirektoratet i Oslo. 
Efter en kortvarig anställning hos Braathens SAFE blev Hagrup 1946 chefsingenjör i DNL och knappt ett år senare överförd till det nybildade SAS. Där hade han ledande ställningar i 32 år, varav de nio sista åren, 1969-1978, som verkställande direktör .